# Корабът на призраците
„Корабът на призраците“ (на немски: Die Geschichte von dem Gespensterschiff) е разказ-приказка на писателя Вилхелм Хауф, включена в сборника „Керванът“, публикуван през 1826 година.

## Сюжет
Внимание:  Текстът по-долу разкрива сюжета на произведението (или части от него)!
Ахмет е роден в Балсора в семейство на търговец. Баща му умира когато Ахмет е на 18, и Ахмет решава да продължи търговията на баща си. Той купува различни стоки и потегля към Индия. Плаването върви успешно, но една нощ край търговския кораб преминава странен кораб, от чиято палуба се чуват диви писъци и викове. Капитанът и моряците са изплашени до смърт, и започват да четат молитви от Корана. Уви, това не им помага, изведнъж ги връхлита ужасна буря и търговския кораб потъва.
Успяват да се спасят само Ахмет и неговия стар слуга. Силите им свършват и те са готови да потънат, но изведнъж до тях се оказва онзи странен кораб. По дълго въже висящо от носа на кораба, Ахмет и слугата му, излизат от водата на палубата и замръзват в ужас. Палубата на кораба е пълна с мъртви тела, а в близост до главната мачта стои богато облечен мъж, очевидно капитана на този ужасен кораб. Главата на капитана е прикована с дълъг пирон директно към мачтата! На борда на кораба няма нито едно живо същество.
Трюмът и складовете на страшния кораб са пълни с вода и храна, както и с различни скъпи луксозни стоки, затова смърт от глад и жажда не застрашават Ахмет и неговия спътник. Но когато се опитват да хвърлят телата в морето, нов ужас обхваща нещастниците: мъртвите сякаш са вкоренени на палубата, и дори от застиналите ръце на капитана не могат да измъкнат ятагана! С наближаване на нощта Ахмет и слугата му са обхванати от някаква странна сънливост, подобна на вцепенение. Но в съня им се струва, че чуват мъжки крясъци, смях и гласове.
За следващата нощ слугата предлага на Ахмет да се скрият в килера в капитанската каюта, и да напишат по стените думи от Корана. Пада нощта, и Ахмет и слугата му отново чувстват сънливост. Въпреки това, когато слугата прочита заклинанието срещу призраци, сънят моментално изчева, и Ахмет и слугата виждат нещо ужасно! Мъртвият капитан и неговите убити моряци оживяват! Те ходят, говорят на висок глас, карат се, но с появяването на слънцето, отново застиват на местата си.
Ахмет и слугата му разбират, че са на кораб с призраци. През деня корабът, управляван от Ахмет, плава към Индия, но с настъпването на нощта, призраците връщат кораба обратно в морето. Тогава Ахмет започва да връзва за нощта към платната бележки с изречения от Корана, и оживелите мъртъвци не смеят да се докосват до тях. Така Ахмет и слугата му успяват да доплават до малък индийски град и да се спасят.
Въпреки това, не е ясно какво да правят с този ужасен кораб. По съвет на местния мъдрец Мулей, Ахмет наема работници, и те започват да изрязват мъртвите заедно с дъските на палубата и да ги отнасят на брега. Веднага щом мъртвите докосват земята, те моментално се превръщат на прах! Но да отсекат главната мачта, на която е прикован на капитана, се оказва невъзможно, а тук отново се обръщат за помощ към мъдрия Мулей. Той успява да откове капитана, който се съживява и разказва своята ужасна история ...
... Преди петдесет години капитанът е бил безмилостен алжирски пират. Веднъж с него на кораба плава свят дервиш, който осъжда капитана, и капитанът в яростта си убива нещастника. Но преди смъртта си дервишът проклева кораба и неговия екипаж на вечно скитане по вълните. Скоро част от пиратите се разбунтуват срещу капитана, започва ужасна битка, при който загиват всички, но всяка нощ мъртвите оживяват. Надявайки се, че корабът ще бъде унищожен, призраците чакат бури и разпъват всички платна, но уви, прокълнатият кораб не може да бъде унищожен от никакви вълни и вятрове. Само Ахмет и неговият верен слуга успяват завинаги да унищожат призрачния кораб. За благодарност, капитанът завещава цялото си имущество на Ахмет и умира превръщайки се в прах ...
| „ | …Още веднъж приеми моята благодарност, непознати спасителю! Ако съкровищата могат да те възнаградят, вземи кораба ми като знак на благодарност! | “ |

По-късно Ахмет успява да продаде изгодно стоките от призрачния кораб и става богат и преуспяващ търговец. Но оттогава, на всеки пет години, Ахмет отива до Мека, където да се помоли за упокой на душата на капитана и неговия екипаж.